# Kriegsgefangenenlager Changi
Das Kriegsgefangenenlager Changi wurde von den japanischen Besatzern in Changi, im Osten der Hauptinsel Singapurs, auf dem Gelände dreier ehemaliger britischer Kasernen nach der Eroberung Singapurs Mitte Februar 1942 errichtet. In diesem Kriegsgefangenenlager brachten sie zunächst bald nahezu alle ihre alliierten Kriegsgefangenen (Briten, Australier und Niederländer) sowie auch viele Zivilisten unter.
Im Verlauf seines Bestehens beherbergte das Lager insgesamt etwa 87.000 Gefangene, von denen direkt in Changi zirka 850 starben. Ein weitaus größerer Teil der alliierten Soldaten starb in Arbeitslagern, etwa in Burma, Siam und auf Borneo, in die sie im Verlauf des Krieges von Changi aus verlegt wurden.
Auf dem Gelände des ehemaligen Lagers befinden sich heute unter anderem der internationale Flughafen von Singapur und das Changi-Gefängnis.

## Lagerleben

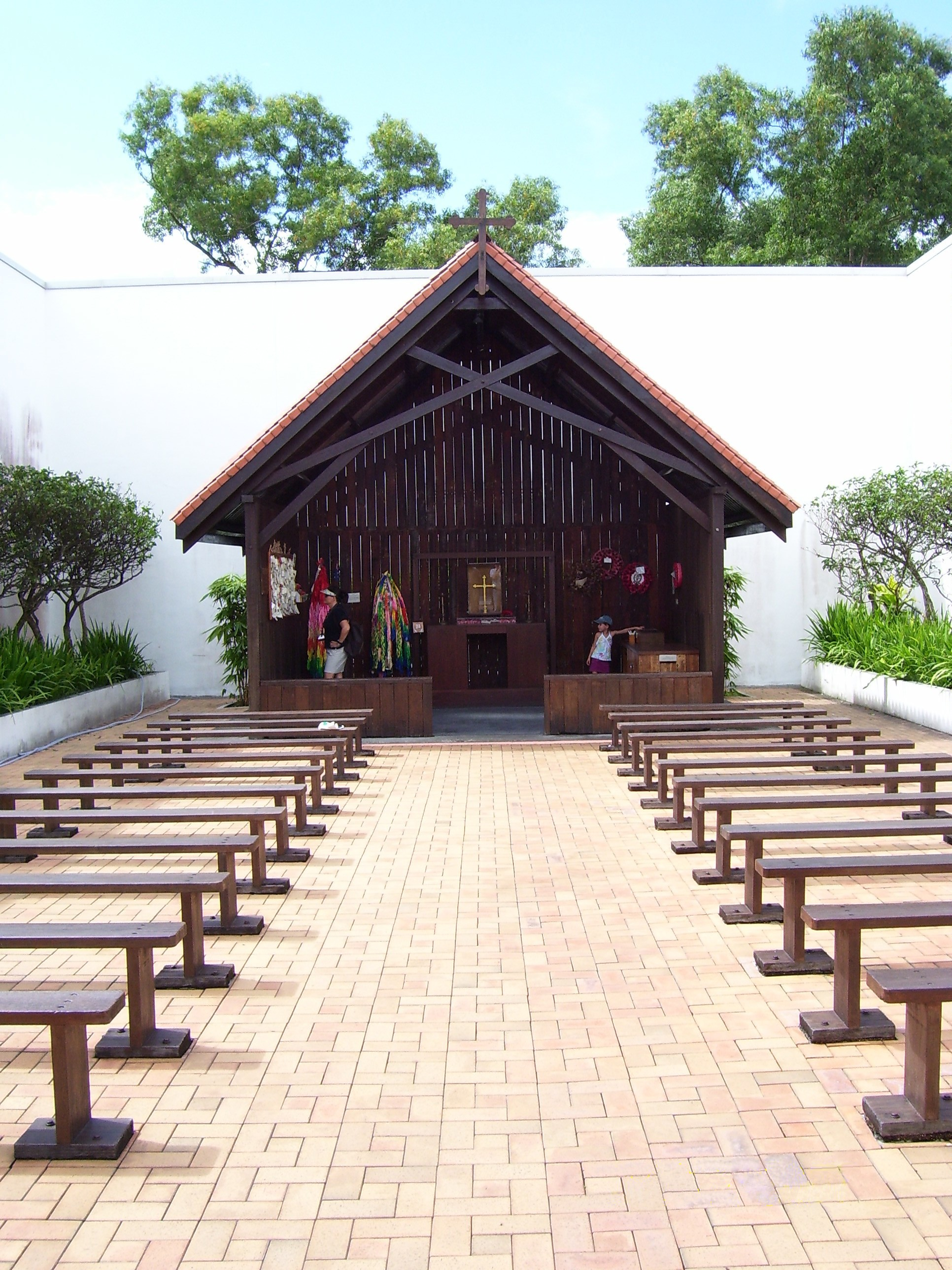
Nachbildung der ursprünglich von Kriegsgefangenen erbauten Lagerkapelle

Entgegen seinem Ruf war das Changi Kriegsgefangenenlager nach mehrheitlich übereinstimmenden Berichten weitaus weniger unangenehm als die anderen Lager der japanischen Armee. Zu regelmäßigen Übergriffen wie Folter oder Erschießungen, wie nach dem Krieg in der Öffentlichkeit lanciert, ist es, von einzelnen Ausnahmen abgesehen, in Wahrheit wohl nicht gekommen.
In der ersten Zeit waren die Gefangenen sich selbst überlassen. Die alliierten Soldaten waren sowohl für die Aufrechterhaltung der Disziplin als auch für ihre Beschäftigung selbst verantwortlich. Erst später wurden von den Japanern Wärter eingesetzt, bei denen es sich in der Mehrzahl um indische Sikhs handelte, die vorher in der britischen Indienarmee gedient hatten.
Wie in vielen anderen Kriegsgefangenenlagern gab es auch in Changi einen Chor und eine Lager-Universität – unter anderem mit einer eigenen, 20.000 Bücher umfassenden Bibliothek – die neben Vorlesungen in nahezu allen gängigen Disziplinen auch Alphabetisierungskurse anbot. Rund 400 Kriegsgefangene lernten so in der Gefangenschaft Lesen und Schreiben. Viele Kriegsgefangene wurden während ihrer Zeit in Changi künstlerisch tätig. Bekannt wurden insbesondere die Wandgemälde des Artilleristen Stanley Warren in der ehemaligen Lagerkapelle sowie die Zeichnungen Harold Youngs und John Harrisons, die das Lagerleben dokumentieren. Zu den heute bekanntesten Insassen des Lagers gehörte jedoch der Autor James Clavell, der seine Erfahrungen in Changi in seinem Roman Rattenkönig verarbeitete.

## Selarang-Kasernen-Zwischenfall
Im September 1942 wurden vier australische Gefangene bei einem Fluchtversuch gefangen genommen. Die Japaner verlangten daraufhin von den Kriegsgefangenen, eine Ehrenerklärung zu unterzeichnen, in der diese versichern sollten, unter keinen Umständen zu versuchen zu fliehen. Auf Anweisung ihrer Offiziere verweigerten die Soldaten dieses zunächst. Die Japaner richteten die vier Australier daraufhin vor den Augen ihrer ehemaligen Kommandeure hin und trieben die rund 15.000 sich zu dieser Zeit in dem Lager befindenden Gefangenen in der Selarang-Kaserne zusammen. In der Enge der eigentlich nur für etwa 1.200 Männer ausgelegten Gebäude und des Exerzierplatzes wurden die Bedingungen für die alliierten Soldaten schnell unerträglich. Trotzdem verweigerten sie weiterhin den Japanern die gegen die Genfer Konventionen verstoßende „Fluchtverzichtserklärung“. Erst nachdem die Japaner gedroht hatten, Diphtherie-Kranke aus dem Lagerkrankenhaus zu holen und zu ihnen zu sperren, was in der katastrophalen sanitären Situation innerhalb weniger Tage sicherlich den Tod der meisten Gefangenen bedeutet hätte, unterschrieben die meisten Insassen die geforderte Erklärung – unter Vorbehalt und häufig unter falschem Namen, um nach der Befreiung der Verfolgung durch die eigenen Militärstrafrechtsorgane zu entgehen.

## Folgen der Operation Jaywick
Im Oktober 1943 kam es nach der Operation Jaywick, einem britisch-australischen Kommandounternehmen, bei dem im Hafen von Singapur mehrere japanische Handelsschiffe versenkt wurden, nochmals zu einer Zuspitzung der Situation. Die Japaner verdächtigten Insassen des Lagers der Beteiligung an der Operation und ließen rund 100 von ihnen von der Kempeitai, der berüchtigten japanischen Militärpolizei, verhören.